# Liste d'artistes en art contemporain
Cette liste d'artistes en art contemporain répertorie les artistes plasticiens contemporains.
Un artiste contemporain doit avoir exposé à partir des années 1960 et être représentatif de la définition attribuée à l'art contemporain.
- Haut – A
- B
- C
- D
- E
- F
- G
- H
- I
- J
- K
- L
- M
- N
- O
- P
- Q
- R
- S
- T
- U
- V
- W
- X
- Y
- Z

## A
- Françoise Abraham
- Marina Abramović
- Boris Achour
- Adam Adach
- Frances Adair Mckenzie
- Valerio Adami
- Mac Adams
- Lubna Agha
- Jean-Michel Alberola
- Jean-Paul Albinet
- Pierre Alechinsky
- Wilfrid Almendra
- Marcel Alocco
- David Altmejd
- Francis Alÿs
- Ouanes Amor
- Carl Andre
- Pat Andrea
- Élodie Antoine
- Nobuyoshi Araki
- Renaud Archambault de Beaune
- Lydie Arickx
- Arman
- John M. Armleder
- Art and Language
- Ash
- Franco Assetto
- Kader Attia
- Jean Aujame
- Aurèle
- Georges Autard
- Jean-Christophe Averty

## B
- Christian Babou
- Francis Bacon
- John Baldessari
- Gérard Baldet
- Stephan Balkenhol
- Richard Baquié
- Miquel Barceló
- Matthew Barney
- Ronan Barrot
- Cécile Bart
- Georg Baselitz
- Jean-Michel Basquiat
- Michel Batlle
- Myriam Bat-Yosef
- Milton Becerra
- Ben
- Bernd et Hilla Becher
- Vanessa Beecroft
- Dominique De Beir
- Maurice Benayoun
- Amina Benbouchta
- Giacomo Benevelli
- Frédéric Benrath
- Joseph Beuys
- Jean-Luc Bichaud
- Pierre Bismuth
- Julien Blaine
- Dominique Blais
- Jean-Charles Blais
- Rémi Blanchard
- Lieve Blancquaert
- Michel Blazy
- Guy Bleus
- Pierrette Bloch
- Michael Blum
- Jean-Louis Boissier
- Olga Boldyreff
- Christian Boltanski
- Karin Borghouts
- Botarro
- Martha Boto
- Louise Bourgeois
- Marie Bourget
- Rebecca Bournigault
- Catherine Bouroche
- Michaël Borras
- Michaël Borremans
- Sophie Boursat
- Ib Braase
- Carlos Braché
- Herman Braun-Vega
- Jean-Pierre Brazs
- Michel Bret
- André Breton
- John Bridgeman
- Gérard-Philippe Broutin
- Joan Brossa
- Mark Brusse
- Alain Bublex
- Marie-Claude Bugeaud
- Geoff Bunn
- Pierre Buraglio
- Daniel Buren
- Pol Bury
- Jean-Marc Bustamante

## C
- Pedro Cabrita-Reis
- Henri Cadiou
- John Cage
- Sophie Calle
- Gianfredo Camesi
- Patrick Camus
- Louis Cane
- Tonia Cariffa
- Anne-Catherine Caron
- Sergio de Castro
- Maurizio Cattelan
- Philippe Cazal
- Olivier Cazenove
- Pierre Célice
- César
- Jean-Pierre Ceytaire
- André Chabot
- Jean-Paul Chambas
- Jake et Dinos Chapman
- Fatma Charfi
- Philippe Charpentier
- Henri Chopin
- David Claerbout
- Marc Claerbout
- Jean Clareboudt
- Larry Clark
- Lygia Clark
- David Michael Clarke
- Mariel Clarmont
- Christo et Jeanne-Claude
- Alain Clément
- Claude Closky
- Philippe Cognée
- Arnaud Cohen
- Jean-Gabriel Coignet
- Jordi Colomer
- Gérard Collin-Thiébaut
- Philippe Comar
- Philippe Compagnon
- Corneille
- Vincent Corpet
- Coskun
- Costis
- Jean-Michel Coulon
- Henri Cueco

## D
- Roger Dale
- David Daoud
- Ewa Dabrowska
- Jean Daviot
- Richard Deacon
- Tacita Dean
- Guy Debord
- Olivier Debré
- Christoff Debusschere
- Alain Declercq
- Jan De Cock
- Mélanie Delattre-Vogt
- Brice Dellsperger
- Wim Delvoye
- Hugo Demarco
- Walter De Maria
- Maurice Demers
- Régis Deparis
- Gérard Deschamps
- Marc Desgrandchamps
- Philippe Desloubières
- Fred Deux
- Daniel Dezeuze
- Erik Dietman
- Emmanuel Dilhac
- Sam Dillemans
- Bernard Dreyfus
- Reynald Drouhin
- Wang Du
- Jean Dubuffet
- Marcel Duchamp
- Joël Ducorroy
- François Dufrêne
- Laurent Duthion
- Éric Duyckaerts

## E
- Erró
- Bracha L. Ettinger
- Walker Evans

## F
- Jan Fabre
- Pierre Faniest
- Mounir Fatmi
- Valérie Favre
- Ivan Fayard
- Robert Filliou
- Moises Finalé
- Barry Flanagan
- Pavel Filonov
- Dan Flavin
- Sylvie Fleury
- Lucio Fontana
- Michel Four
- Sam Francis
- Ruth Francken
- Franta
- Bernard Frize
- Fred Forest
- Lucian Freud
- Gérard Fromanger
- Monique Frydman

## G
- Carles Gabarró
- Cyprien Gaillard
- Françoise Galle
- Antonio Gallego
- Jens Galschiot
- Ferran García Sevilla
- Jean Garonnaire
- Gérard Garouste
- Dominique Gauthier
- Paul-Armand Gette
- Ghazel
- Michel Giliberti
- Liam Gillick
- Pierre Gilou
- Claude Goiran
- Nan Goldin
- Andy Goldsworthy
- Areti Gontras
- Dominique Gonzalez-Foerster
- Félix González-Torres
- Goudji
- Dan Graham
- Rodney Graham
- Laurent Grasso
- Loris Gréaud
- Jean-Lucien Guillaume
- Marie-Ange Guilleminot
- Cristine Guinamand
- Klaus Guingand
- Genco Gülan
- Andreas Gursky
- Ella Guru
- Gérard Guyomard
- Alberto Guzmán

## H
- Abraham Hadad
- Raymond Hains
- Jacques Halbert
- Richard Hamilton
- Sylvia Hansmann
- Simon Hantaï
- Tetsuo Harada
- Keith Haring
- Mona Hatoum
- Pascal Haudressy
- Swetlana Heger
- Berit Heggenhougen-Jensen
- Bernard Heidsieck
- Michael Heizer
- Gottfried Helnwein
- Grégory Herpe
- Wilmer Herrison
- Sheila Hicks
- Gary Hill
- Shigeko Hirakawa
- Thomas Hirschhorn
- Damien Hirst
- David Hockney
- Hans Hofmann
- John Holcroft
- Nancy Holt
- Jenny Holzer
- Rebecca Horn
- Remigio Valdés de Hoyos
- Joël Hubaut
- Pierre-Alain Hubert
- Jean-Paul Huftier
- Hervé Huitric
- Claudie Hunzinger
- Philippe Hurteau
- Pierre Huyghe
- Fabrice Hybert

## I
- Ishola Akpo
- Leiko Ikemura
- Jörg Immendorff
- Invader
- Ipoustéguy
- Interaction Qui
- Albert Irvin
- Isidore Isou

## J
- Christian Jaccard
- Marine Joatton
- Laurence Jenkell
- Jisbar
- Asger Jorn
- Michel Journiac
- Krzysztof Jung
- Yves Jumeau

## K
- Eduardo Kac
- Nabil Kanso
- Anish Kapoor
- Allan Kaprow
- Tadashi Kawamata
- On Kawara
- Ibrahima Kébé
- Mike Kelley
- Pierre Kiandjan
- Anselm Kiefer
- Edward Kienholz
- Ladislas Kijno
- Per Kirkeby
- Peter Klasen
- Fred Kleinberg
- Julije Knifer
- Vincent Kohler
- Willem de Kooning
- Jeff Koons
- Joseph Kosuth
- Jannis Kounellis
- Emir Krajišnik
- Barbara Kruger
- Elke Krystufek
- Kosta Kulundzic
- Yayoi Kusama

## L
- Teresa Lanceta
- Patrick Lanneau
- Matthieu Laurette
- Louise Lawler
- Claude Lazar
- Jean-Jacques Lebel
- Ange Leccia
- Gérard Le Cloarec
- Sébastien Le Guen
- Andrey Lekarski
- John LeKay
- Pierre Leblanc
- Marc Lee
- Maurice Lemaître
- Jean Lemonnier
- Julio Le Parc
- Alain Lestié
- Sara Létourneau
- Louis Levacher
- John Levee
- Erik Levesque
- Thomas Lévy-Lasne
- Sol LeWitt
- Roy Lichtenstein
- Claude-Max Lochu
- Hervé Loilier
- Mark Lombardi
- Richard Long
- Claudine Loquen
- Frédérique Lucien
- François Lunven
- Markus Lüpertz

## M
- Sardoine Mia
- Henri Maccheroni
- Joe Machine
- César Manrique
- Jean-Luc Manz
- Françoise Malaprade
- Piero Manzoni
- Francesco Marino Di Teana
- Maria Marshall
- Nihal Martlı
- Eugene James Martin
- Ellen Marx
- Raymond Mason
- Gordon Matta-Clark
- Charles Matton
- Paul McCarthy
- Allan McCollum
- Ana Mendieta
- Marta de Menezes
- Clémentine Mélois
- Claude Mercier
- Olivier Mérijon
- Annette Messager
- Youri Messen-Jaschin
- Jean-Claude Meynard
- Duane Michals
- Aernout Mik
- Ksenia Milicevic
- Pierre Moignard
- Bernard Moninot
- Jacques Monory
- Stéphane Montefiore
- Christelle Montus
- François Morellet
- Mariko Mori
- Jean-Pierre Morin
- Ricardo Mosner
- Olivier Mosset
- Jean-Luc Moulène
- Patrick Moya
- Valérie Mréjen
- Martin Müller-Reinhart
- Takashi Murakami
- Raoul Marek
- Jacques Martinez

## N
- Daniel Nadaud
- Bruce Nauman
- Joseph Nechvatal
- Aurélie Nemours
- Shirin Neshat
- Houria Niati
- Everlyn Nicodemus
- Adoka Niitsu
- Katsuhito Nishikawa
- Stani Nitkowski
- Béatrice Nodé-Langlois
- Xavier Noiret-Thomé

## O
- Ronan Olier
- Dani Olivier
- Christine O'Loughlin
- Yoko Ono
- Roman Opałka
- Hans Op de Beeck
- Orlan
- Assumpció Oristrell
- Richard Orlinski
- Luis Manuel Otero Alcántara
- Jean-Michel Othoniel
- Tony Oursler

## P
- Bernard Pagès
- Nam June Paik
- Marta Pan
- Jean-Luc Parant
- Michel Parmentier
- Philippe Parreno
- Charles Pascarel
- Paskua
- Philippe Pasqua
- Blaise Patrix
- Yan Pei-Ming
- Stéphane Pencréac'h
- Bruno Peinado
- Giuseppe Penone
- Pavel Pepperstein
- Guy Péqueux
- Javier Pérez
- Laurent Pernot
- François Perrodin
- Dan Peterman
- Raymond Pettibon
- Dominique Philippe
- Bernard Philippeaux
- Patricia Piccinini
- Ernest Pignon-Ernest
- Moreno Pincas
- Jean-Pierre Pincemin
- Anne et Patrick Poirier
- Gilbert Poissant
- Sigmar Polke
- Daniel Pommereulle
- Daniel Pontoreau
- Richard Prince
- Bertrand Planes

## Q
- Zhuo Qi

## R
- Arnulf Rainer
- Philippe Ramette
- Mel Ramos
- Hung Rannou
- Jean-Pierre Raynaud
- Patrick Raynaud
- Paul Rebeyrolle
- Dorothée Louise Recker
- Judit Reigl
- Bernard Réquichot
- Florence Reymond
- Bettina Rheims
- Philippe Richard
- Gerhard Richter
- Michel Rigel
- Pipilotti Rist
- François Ristori
- Manuel Rivera-Ortiz
- Christian Robert-Tissot
- Danièle Rochon
- Dana Roman
- Ugo Rondinone
- Franz Rosei
- Mark Rothko
- Félix Rozen
- Ed Ruscha
- Claude Rutault
- Denis Rivière
- Steve Reich

## S
- Roland Sabatier
- Niki de Saint Phalle
- Chéri Samba
- José San Martin
- Axel Sanson
- Mohammed Saoud
- Lise Sarfati
- Sarkis
- Martín Sastre
- Alain Satié
- Robert Saucier
- Peter Saul
- Gérard Schlosser
- Julian Schnabel
- Jean-Louis Schoellkopf
- George Segal
- Tino Sehgal
- Shelomo Selinger
- Richard Serra
- Martin Sjardijn
- Anne Smith
- Robert Smithson
- Michael Snow
- Pierrick Sorin
- Sacha Sosno
- Pierre Soulages
- Tony Soulié
- Ousmane Sow
- Jacques Spacagna
- Nancy Spero
- Daniel Spoerri
- Quentin Spohn
- Simon Starling
- Joël Stein
- Frank Stella
- Lise Stoufflet
- Jesús-Rafael Soto
- Sergueï Sviatchenko
- Misha Sydorenko

## T
- Tadzio
- Atsuko Tanaka
- Djamel Tatah
- Antoni Taulé
- Hervé Télémaque
- Richard Texier
- Charles Thomson
- Agnès Thurnauer
- Hamid Tibouchi
- Gustave Tiffoche
- Louise Tilleke
- Wolfgang Tillmans
- Pierre Tilman
- Jean Tinguely
- Rirkrit Tiravanija
- Keith Tyson
- Gérard Titus-Carmel
- Vibeke Tøjner
- David Tomas
- Niele Toroni
- Patrick Tosani
- Raphaël Toussaint
- Rosemarie Trockel
- James Turrell
- Luc Tuymans
- Cy Twombly

## U
- Nils-Udo
- Ulay
- Piotr Uklański
- Tomi Ungerer

## V
- Jean-Noël Vandaele
- Stephan Vanfleteren
- Gregorio Vardanega
- Cybèle Varela
- Felice Varini
- Victor Vasarely
- Joana Vasconcelos
- Éric Vassal
- Thierry Vaubourgoin
- Xavier Veilhan
- Vladimir Veličković
- Jean-Pierre Velly
- Bernar Venet
- Michel Verjux
- Claude Verlinde
- Didier Vermeiren
- Jean-Luc Verna
- Claude Viallat
- Vuk Vidor
- Jacques Vieille
- François Vigorie
- Jacques Villeglé
- Bill Viola
- Kees Visser
- Wolf Vostell
- Didier Viodé

## W
- Jeff Wall
- Andy Warhol
- Peter Weibel
- Lawrence Weiner
- Marthe Wéry
- Franz West
- Gil Joseph Wolman

## Y
- Tadashi Yamaneko
- Miwa Yanagi
- Kwon Yong-man
- Kimiko Yoshida
- Yvaral

## Z
- Herbert Zangs
- Chen Zhen
- Brigitte Zieger
- Zhuo Qi
- Léon Zanella